# Lordkancellár
Az Egyesült Királyságban a lordkancellár (angolul a Lord Chancellor, vagy teljes hivatalos nevén: Lord High Chancellor of Great Britain) a rendszeresen kinevezett főhivatalnokok rangsorában a második legnagyobb rangú (a magyar nádornak megfelelő Lord High Steward után, akit azonban csak a koronázás napjára neveznek ki). A rangsorban a miniszterelnök felett áll. Az uralkodó nevezi ki a miniszterelnök tanácsára. Az unióra lépést megelőzően külön lordkancellárja volt Anglia-Walesnek, Skóciának és Írországnak.
A lordkancellár tagja a kormánynak és a törvény szerint a bíróságok hatékony működéséért és függetlenségéért felelős. 2007-ben számos ponton változott a jogrendszer, beleértve és a lordkancellár szerepét is. Korábban a lordkancellár volt a Lordok Háza elnöke, Anglia és Wales bírósági szervezetének a feje, illetve a Felső Bíróság Kancelláriai Törvényszéke (High Court of Justice, Chancery Division) vezető bírója. A 2005-ös alkotmányreform törvény azonban ezeket a feladatokat három külön hivatalnoknak delegálta: a lordelnöknek (Lord Speaker), a lordfőbírónak (Lord Chief Justice) és Felső Biróság Kancellárjának. 
A lordkancellár egyik feladata a birodalmi nagypecsét őrzése, de erre a feladatra kinevezhetnek lordnagypecsétőrt. A két hivatal azonos kötelességekkel jár, csak a kinevezés módjában van különbség. A lordkancellári hivatalt bizottság is betöltheti: tagjainak hivatalos neve lordnagypecsétbiztos. Erre akkor szokott sor kerülni, amikor késéssel nevezik ki az új lordkancellárt. Ilyenkor a pecsét „bizományban” van. A 19. század óta azonban csak lordkancellárokat neveztek ki, a többi ennek megfelelő hivatalt nem használták.
2023. április 21. és 2024. július 5. között Alex Chalk töltötte be a tisztséget. Utódja Shabana Mahmood.